# NGC 6770
NGC 6770 est une très vaste galaxie spirale barrée (intermédiaire ?) située dans la constellation du Paon. Sa vitesse par rapport au fond diffus cosmologique est de 3 785 ± 9 km/s, ce qui correspond à une distance de Hubble de 55,8 ± 3,9 Mpc (∼182 millions d'al). NGC 6770 a été découverte par l'astronome britannique John Herschel en 1836.
La classe de luminosité de NGC 6770 est II. Elle forme une paire de galaxies en interaction avec sa voisine NGC 6769. La paire constitue en plus avec NGC 6771 un triplet de galaxies gravitationnellement liées et connu sous le surnom de masque du diable (Devil’s Mask). Ces trois galaxies font partie du groupe d'IC 4845 (voir plus bas).

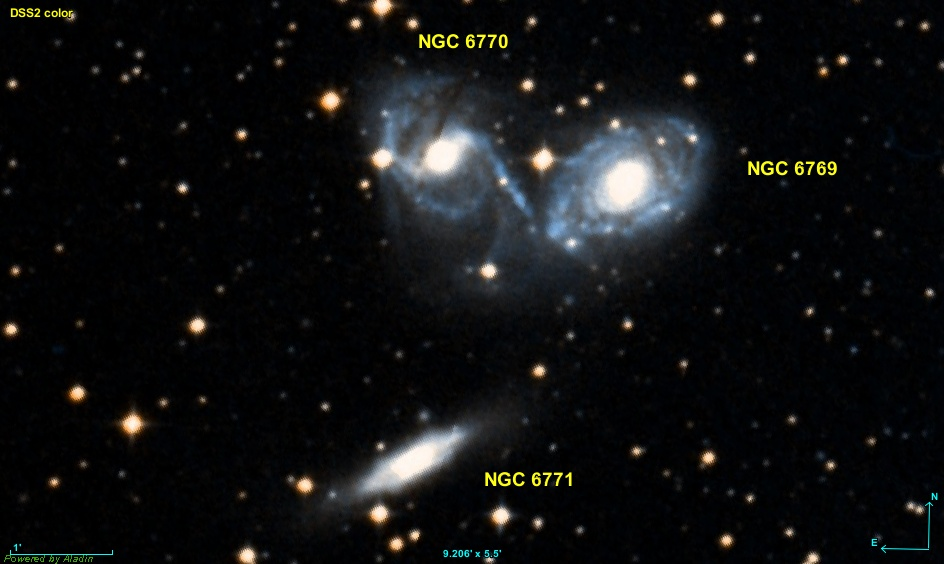
Le masque du diable par le relevé DSS.

## Groupe d'IC 4845
Selon A. M. Garcia NGC 6769 fait partie du groupe d'IC 4845. Ce groupe de galaxies renferme au moins 14 membres dont six du New General Catalogue et sept de l'Index Catalogue. Les autres galaxies du groupe sont NGC 6739, NGC 6746, NGC 6769, NGC 6771, NGC 6782, IC 4827, IC 4828, IC 4831, IC 4838, IC 4842, IC 4845, IC 4866 et ESO 141-21.

## Galerie

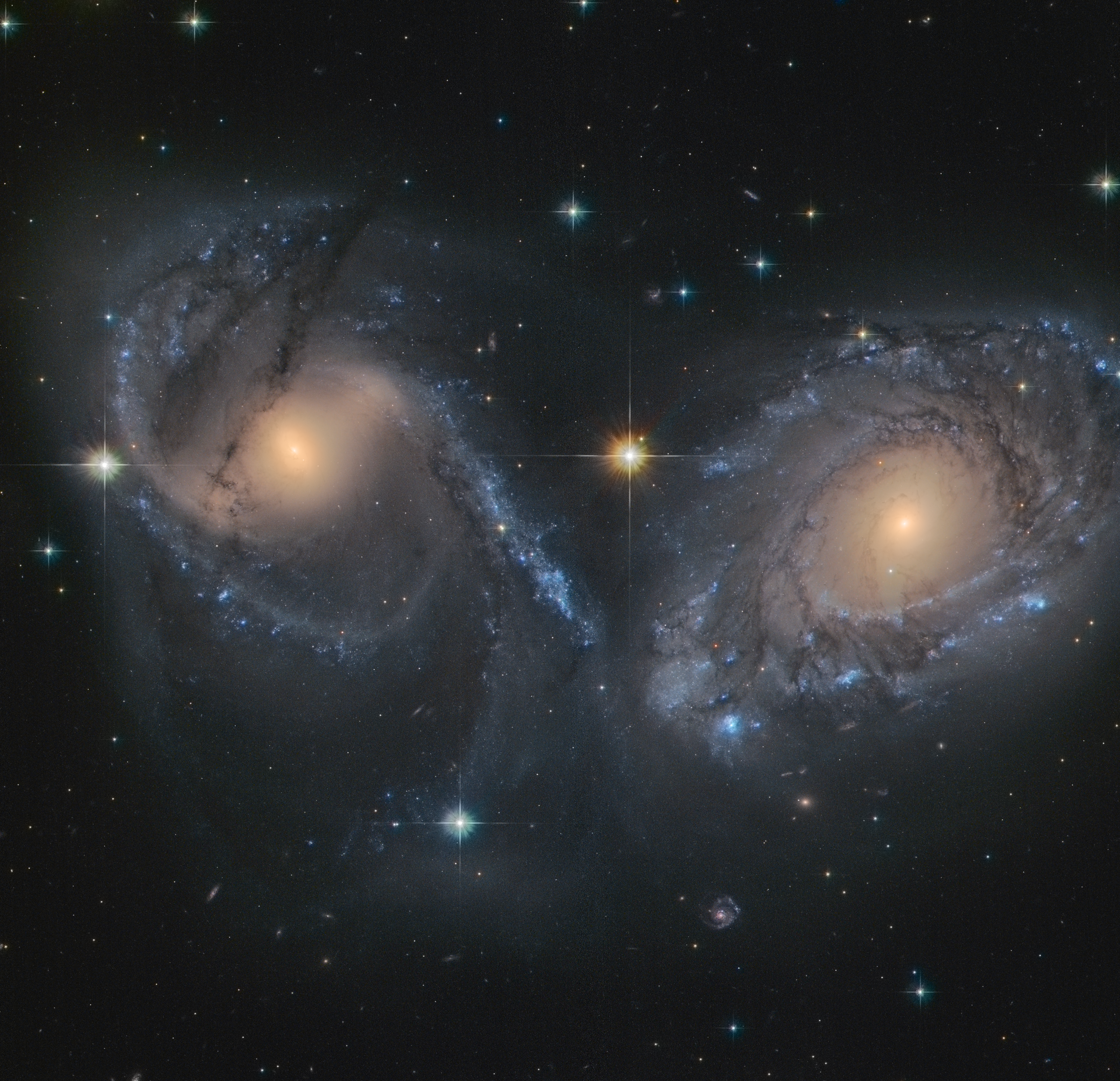
NGC 6769 et NGC 6770 par le télescope spatial Hubble.
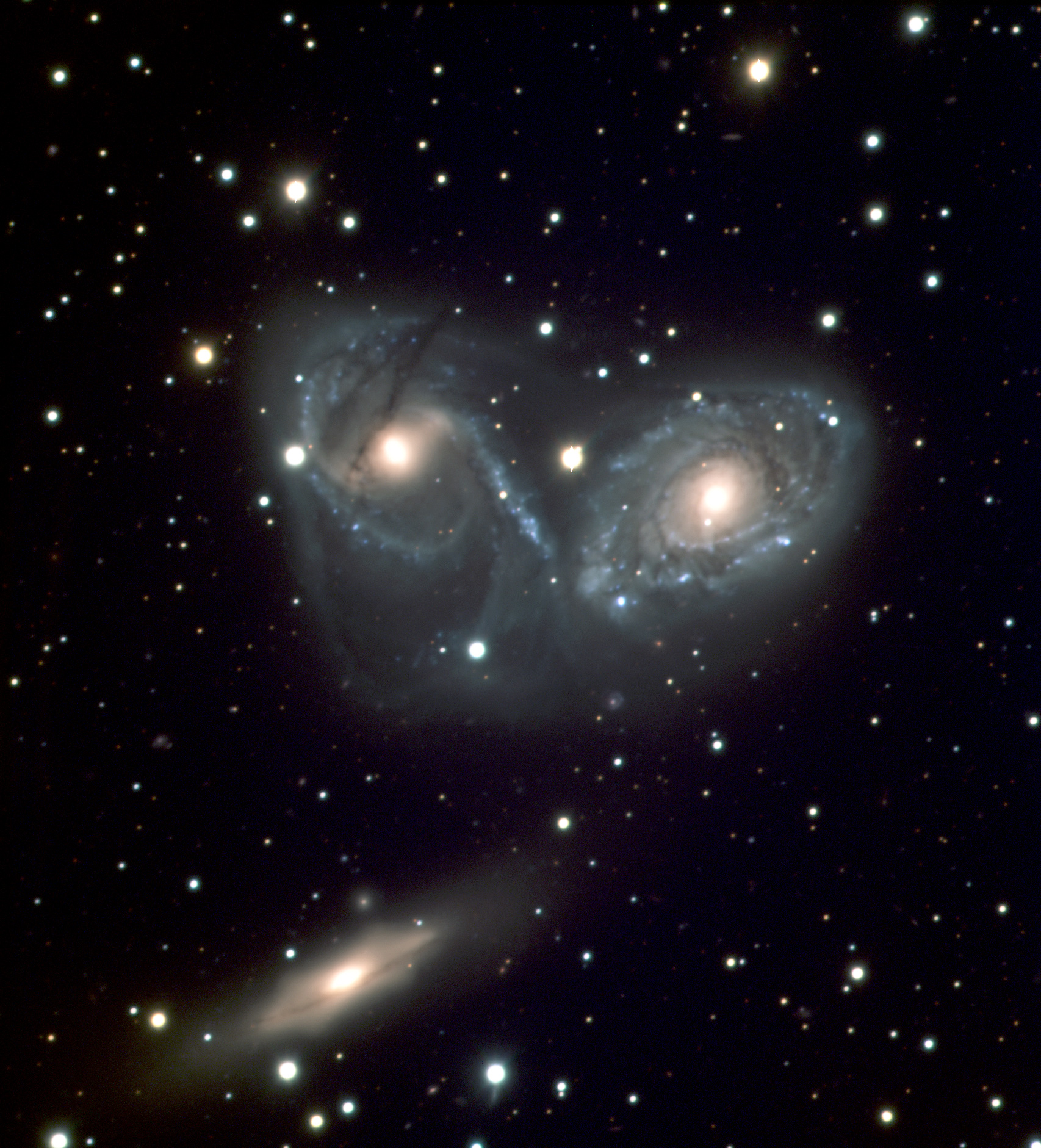
Le masque du diable par le Très Grand Télescope (VLT).